# Hraje skupina Spinal Tap
Hraje skupina Spinal Tap je film z roku 1984 o fiktivní heavy metalové kapele Spinal Tap, který režíroval Rob Reiner. Film paroduje divoké chování a samolibost hard rockových a heavy metalových kapel, stejně jako legendarizující tendence dokumentů té doby.
Herci, kteří hráli čtyři hlavní protagonisty, jsou také uváděni jako scenáristé, potože ve většině dialogů improvizovali.
Tři hlavní členy Spinal Tap – Davida St. Hubbinse, Dereka Smallse a Nigela Tufnela – hrají američtí herci Michael McKean, Harry Shearer a Christopher Guest, v tomto pořadí. Ve filmu hrají na hudební nástroje a parodují anglický přízvuk. Reiner zde ztvárnil roli Martyho DiBergiho, tvůrce dokumentu.
Režisér Rob Reiner později při rozhovorech film označil jako „mockument“ a výraz tak zpopularizoval.